# Col del Bouich
Le col del Bouich est un col routier des Pyrénées s'élevant à 599 m dans le département de l'Ariège, sur la commune de Saint-Martin-de-Caralp, entre Foix et La Bastide-de-Sérou. Il se trouve en limite nord du massif de l'Arize.

## Toponymie
Marcel-François Berganton lie le nom du col au buis (Buxus).

## Accès
Au centre du département de l'Ariège, le col se situe sur la route départementale 117, qui fut la route nationale 117, desservant le piémont pyrénéen français, constituant l'axe majeur est-ouest. De ce fait, il est un col ariégeois peu spectaculaire mais très fréquenté.
La D45 aboutit au col en provenant du village de Saint-Martin-de-Caralp et de la vallée de la Barguillière. Les conditions climatiques depuis les abords du col peuvent nécessiter une attention particulière notamment en hiver (neige, verglas) ou lors de fortes pluies.

## Histoire
Le col tient une place symbolique forte pour les Ariégeois. Il matérialise tout particulièrement une limite historique et linguistique entre la Gascogne sur son versant ouest vers Saint-Girons et le Languedoc sur son versant est vers Foix.

## Activités

### Cyclisme
Le col a été emprunté par le Tour de France 2001 peu après le départ de la 13e étape sans qu'il ne soit pris en compte dans le classement de la montagne. Cependant, lors de la 11e étape en 2008 reliant Lannemezan à Foix, il est classé en 3e catégorie pour la montagne. Amaël Moinard le franchit en premier.
Il est peu apprécié par les cyclotouristes du fait de l'abondante circulation. Sur un même axe est-ouest, la route des crêtes du massif de l'Arize, certes plus rude, lui est par exemple préférée par le col des Marrous et le col de Portel ou encore par le col de Port entre Tarascon-sur-Ariège et Saint-Girons.